# Zebrina (molusco)
Zebrina  es un género de moluscos terrestres pulmonados de la familia Enidae.

## Especies
Especies incluidas en el género Zebrina:
- Zebrina detrita (O. F. Müller, 1774)
- Zebrina fasciolata (Olivier, 1801) - type species for genus Zebrina.
- Zebrina kindermanni (L. Pfeiffer, 1853)
- Zebrina varnensis (L. Pfeiffer, 1847)